# 124号線 (チェコ)
チェコ国鉄124号線、別名ルジナー・ウ・ラコヴニーカ～ホムトフ線（チェコ語;Železniční trať Lužná u Rakovníka – Chomutov）は、チェコ国鉄の鉄道線の名称である。本頁では、同じ124号線であり、一体運用されているホムトフ - イルコフ線についても記載する。
ルジナー - ホムトフ間は、1870年から1871年にかけて、ブシチェフラド鉄道の路線として開業した。ホムトフ - イルコフ間は、1872年にドゥフツォフ・ポドモクリ鉄道によって開業したが、現在の路線は1984年に付け替えられたものである。プラハとエルツ山地方面を結ぶ路線として開業したが、現在その役割は主に090号線が担っており、こちらはローカル路線としての役割を担っている。

## 歴史
ブシュティエフラド鉄道会社（Buschtěhrader Eisenbahngesellschaft, BEB）は1868年6月3日にプラハ - ザクセン王国国境区間を含む三つの鉄道に関する運営権を獲得した。馬車鉄道線路の改築工事はヴァイヒュブカ - ラーナ間の再開業で1869年4月22日に完了した。BEB鉄道線は1871年2月4日にコーモータウ（現在ホムトフ）まで延長された。プラハ - コーモータウ間では北ボヘミア炭田に出入りする石炭専用貨物列車（Coal Unit Train）が支配的に通行した。
オーストリア＝ハンガリー帝国解体およびチェコスロバキアの独立以後、BEBは1923年1月1日付きに、最後に国有化された、ボヘミアの私鉄となった。この路線は他のBEB路線と共にチェコスロバキア国営鉄道（ČSD）の路線網に編入された。
1938年にナチスドイツがズデーテン地方を併合した際に、トルミツェ - ホムトフ間はドイツ国営鉄道（Deutsche Reichbahn, DR）ドレスデン管理局に編入された。第二次世界大戦の終戦後に、この路線はČSDに復帰した。
1980年代の初めに、ジャテツ - ブジェズノ区間の電車線設置工事は北ボヘミアで通例の3000 V直流システムで開始された。1985年10月31日に電気運転が可能になったものの、現在まで石炭専用貨物列車の電気機関車のみが電車線から電力を使って通行する。
1993年1月1日、チェコスロバキア連邦制解消の結果でこの路線は新生のチェコ鉄道（České dráhy, ČD）路線網に組み入れられた。
モスト盆地（Mostecká pánev）の褐炭炭田拡大のため、ホムトフ地域では線路移設が不可避となった。2000年3月1日に移設工事が始まって、当初の予算は12億コルナとして算定された。しかしトンネル工事の過程に地盤問題が発生して、工事費は20億コルナに増加した。ブジェズノ - ホムトフ新線区間の列車運行は2007年4月1日に開始された。

## 運行形態

### 特急「リフリーク(R)」
プルゼニ～ジャテツ～ホムトフ～モストの系統で、2時間に一本運行されている。ジャテツ以南は160号線に、ホムトフ以北は130号線に乗り入れる。GW Train Regio社による運行。
2016年以前はチェコ鉄道により運行していた。2024年度以前は、4時間間隔が空く時間帯が一部あった。

### 普通
- ルジナー - ジャテツ - イルコフ　　※レンダーバーン社による運行
ジャテツ以北は2時間に1本の運行だが、朝は4時間間隔が空くこともある。ジャテツ以南には、うち6往復（休日6.5往復）が直通し、ルジナーで120号線プラハ方面特急に接続する。うち、平日4往復、休日1.5往復が120号線のラコヴニーク方面に直通する。
過去の運行状況
2019年以前はチェコ鉄道による運行で、ジェレチ以南に直通する全ての列車が快速として運行していた。停車駅は現在とほぼ同じで、サーデクにも停車していたが、休日の1往復に限りサーデクとヴェレチツェを通過していた。快速を除くと、ホムトフ - ジャテツ間が一日2.5往復、ホムトフ - イルコフ間が平日6.5往復・休日2往復、ジャテツ以南が平日3往復・休日4往復の運行であった。また、ジェレチ→ホムトフ→クラーシテレツの列車も片道1本運行していた。ラコヴニークへの直通は、南行が一日1本、北行が週1本に限られていた。
2019年末に、レンダーバーン社に移管され、普通列車としての運行となった。ジャテツ以北は2時間に1本の運行となった。ヴェレチツェは全列車、サーデクは大部分が停車となった。
2020年末に、サーデク駅が休止され、全列車通過となった。代わりに、ホレデチェク、ジジェリツェの2駅が復活し、全列車停車となった。
2024年度より、ジャテツ以南が一日あたり平日6往復、休日6.5往復に増発された。ラコヴニークへの直通も、平日4往復、休日1.5往復に増加となった。

- イルコフ → ホムトフ → クラーシテレツ　【平日運行】　　※チェコ鉄道による運行
平日のみ、一日片道1本の運行。ホムトフ以西は130号線に直通する。
2020年以前は、一日1往復の運行であった。2021,22年度は一日1.5往復で、2023年度より片道1本に減便された。

### 過去の運行種別
- 快速「スピェシニー(Sp)」
  - ルジナー - ジャテツ - イルコフ
現在の普通列車のうち、ジフレ以南まで直通する列車が、2019年以前に快速として運行していた。2019年末に、レンダーバーン社に移管されると共に、普通に格下げとなった。
  - ジフレ - ジャテツ - ホムトフ
2017年以前は、一日1往復運行していて、ジャテツ以南は160号線に直通していた。2017年末に特急に格上げされている。

### 臨時列車
- 旧型気動車（快速）
旧型気動車。夏季の休日のみ、ルジナー - ホムトフ間に1往復運行する。途中、クルパー、ジャテツにのみ停車する。
2017年は、「博物館から博物館へ」イベント列車として運行していた。

- ルジナー・チェコ鉄道博物館号
蒸気機関車。年に1日のみ、ルジナー - クルパー - コレショヴィツェ間に一日1往復運行する。クルパー以西は支線に直通する。
2017年は、「ルジナー・チェコ鉄道博物館号」の愛称があった他、年に2日運行していた。

- コレショフカ 2018号
蒸気機関車。夏季の土曜日のみ、ルジナー - クルパー - コレショヴィツェ間に一日2往復運行する。クルパー以西は支線に直通する。

- 蒸気機関車（快速）
年に2日のみ、ルジナー - ジャテツ - ホムトフ間に、一日1往復運行する。ジャテツ以北は123号線から直通する。途中クルパーのみ停車する。2018,19年運行。
2018年は、年に1日、ルジナー行片道1本の運行であった。

- 蒸気機関車（快速）
年に1日のみ、ルジナー - ジャテツ間に、一日1往復運行する。途中クルパーのみ停車する。2018,19年運行。
2018年は、年に2日の運行であった。

## 駅一覧
以下では、チェコ国鉄124号線の駅と営業キロ、停車列車、接続路線などを一覧表で示す。
- 種別
  - R：特急
  - Sp：快速
  - Os：普通
- 停車駅
  - ■印：全列車停車
  - ●印：一部通過
  - ○印：一部停車
  - ｜印：全列車通過

| 路線名 | 駅名                                         | 駅間営業キロ | 累計営業キロ    | 累計営業キロ     | R  | Os | 接続路線                                           | 所在地         | 所在地         |
| ------ | -------------------------------------------- | ------------ | --------------- | ---------------- | -- | -- | -------------------------------------------------- | -------------- | -------------- |
| 124    | ルジナー・ウ・ラコヴニーカ駅                 | -            | プラハから 61.3 | ルジナーから 0.0 |    | ■  | 120号線（クラドノ方面、ラコヴニーク方面）          | 中央ボヘミア州 | ラコヴニーク郡 |
| 124    | クルパー駅                                   | 4.5          | 65.8            | 4.5              |    | ■  |                                                    | 中央ボヘミア州 | ラコヴニーク郡 |
| 124    | ムチェヨヴィツェ停留所                       | 2.6          | 68.4            | 7.1              |    | ■  |                                                    | 中央ボヘミア州 | ラコヴニーク郡 |
| 124    | ミロスチーン駅                               | 3.2          | 71.6            | 10.3             |    | ■  |                                                    | 中央ボヘミア州 | ラコヴニーク郡 |
| 124    | デシトニツェ駅                               | 5.6          | 77.2            | 15.9             |    | ■  |                                                    | ウースチー州   | ロウニ郡       |
| 124    | サーデク・ウ・ジャッツェ駅（2020年12月休止） |              | (81.7)          |                  |    | ｜ |                                                    | ウースチー州   | ロウニ郡       |
| 124    | ジェレチ駅                                   | 6.8          | 84.0            | 22.7             |    | ■  |                                                    | ウースチー州   | ロウニ郡       |
| 124    | ムニェホルピ駅                               | 5.7          | 89.7            | 28.4             |    | ■  |                                                    | ウースチー州   | ロウニ郡       |
| 124    | ホレデチェク駅(*1)                           | 3.2          | 92.9            | 31.6             |    | ■  |                                                    | ウースチー州   | ロウニ郡       |
| 124    | ヴェレチツェ駅                               | 1.6          | 94.5            | 33.2             |    | ■  |                                                    | ウースチー州   | ロウニ郡       |
| 124    | ドブルジーチャニ駅（休止中）                 |              | (96.5)          | (35.2)           |    | ｜ |                                                    | ウースチー州   | ロウニ郡       |
| 124    | トルノヴァニ駅（休止中）                     |              | (98.0)          | (36.7)           |    | ｜ |                                                    | ウースチー州   | ロウニ郡       |
| 124    | ジャテツ駅                                   | 7.9          | 102.4           | 41.1             | ■  | ■  | 123号線（モスト方面）、160号線（プルゼニ方面）     | ウースチー州   | ロウニ郡       |
| 124    | ジジェリツェ駅(*1)                           | 3.7          | 106.1           | 44.8             | ｜ | ■  |                                                    | ウースチー州   | ロウニ郡       |
| 124    | ホルジェチツェ駅                             | 3.3          | 109.4           | 48.1             | ○  | ■  |                                                    | ウースチー州   | ロウニ郡       |
| 124    | デニェチツェ駅（休止中）                     |              | (111.2)         | (49.9)           | ｜ | ｜ |                                                    | ウースチー州   | ホムトフ郡     |
| 124    | ホレチツェ駅（休止中）                       |              | (113.1)         | (51.8)           | ｜ | ｜ |                                                    | ウースチー州   | ホムトフ郡     |
| 124    | ブルジェズノ・ウ・ホムトヴァ駅               | 6.4          | 115.8           | 54.5             | ○  | ■  |                                                    | ウースチー州   | ホムトフ郡     |
| 124    | ドロウジコヴィツェ駅（休止中）               |              | (120.6)         | (59.3)           | ｜ | ｜ |                                                    | ウースチー州   | ホムトフ郡     |
| 124    | ホムトフ駅                                   | 11.2         | 127.0           | 65.7             | ■  | ■  | 137号線（ヴェイプルティ方面）、140号線（ヘブ方面） | ウースチー州   | ホムトフ郡     |
| 124    | ホムトフ町駅                                 | 1.9          | 128.9           | 67.6             | ■  | ■  | 130号線（ウースチー方面）                          | ウースチー州   | ホムトフ郡     |
| 124    | イルコフ駅                                   | 3.9          | 132.8           | 71.5             | ■  | ■  |                                                    | ウースチー州   | ホムトフ郡     |

(*1) 休止されていたが、2020年末に旅客運行を再開した。